# La Marge : intégrale 1975-1991
Albums de Léo Ferré
La Solitude : intégrale 1968-1974
(2021) Le Chemin d'enfer : les enregistrements posthumes
(2025)
La Marge : intégrale 1975-1991 est un coffret de 20 CD de Léo Ferré, publié le 25 novembre 2022 par les éditions La Mémoire et la Mer. 
Il couvre les seize dernières années de création de l'artiste, après sa rupture avec Barclay jusqu'à sa mort. Ce coffret fait partie de l'intégrale mise en œuvre par Mathieu Ferré. Comme pour les trois précédents volumes, les albums originaux ont été respectés et le contenu précisément contextualisé et enrichi d'enregistrements inédits.

## Production
- Réalisation : Mathieu Ferré & Alain Raemackers
- Crédits visuels : Hubert Grooteclaes (photos coffret & livret), Guido Armellini (illustration livret), Vital Maladrech (graphisme), Patrick Ullmann, Henry Hoffmann, Jacques Deroost, Alain Marouani, André Villers, Hubert Grooteclaes, Marina Marcantonio, Jean-Marc Ayral, Charles Szymkowicz (pochettes disques)
- Texte de présentation : Alain Raemackers